# Kölner Karnevalsgesellschaft Nippeser Bürgerwehr von 1903

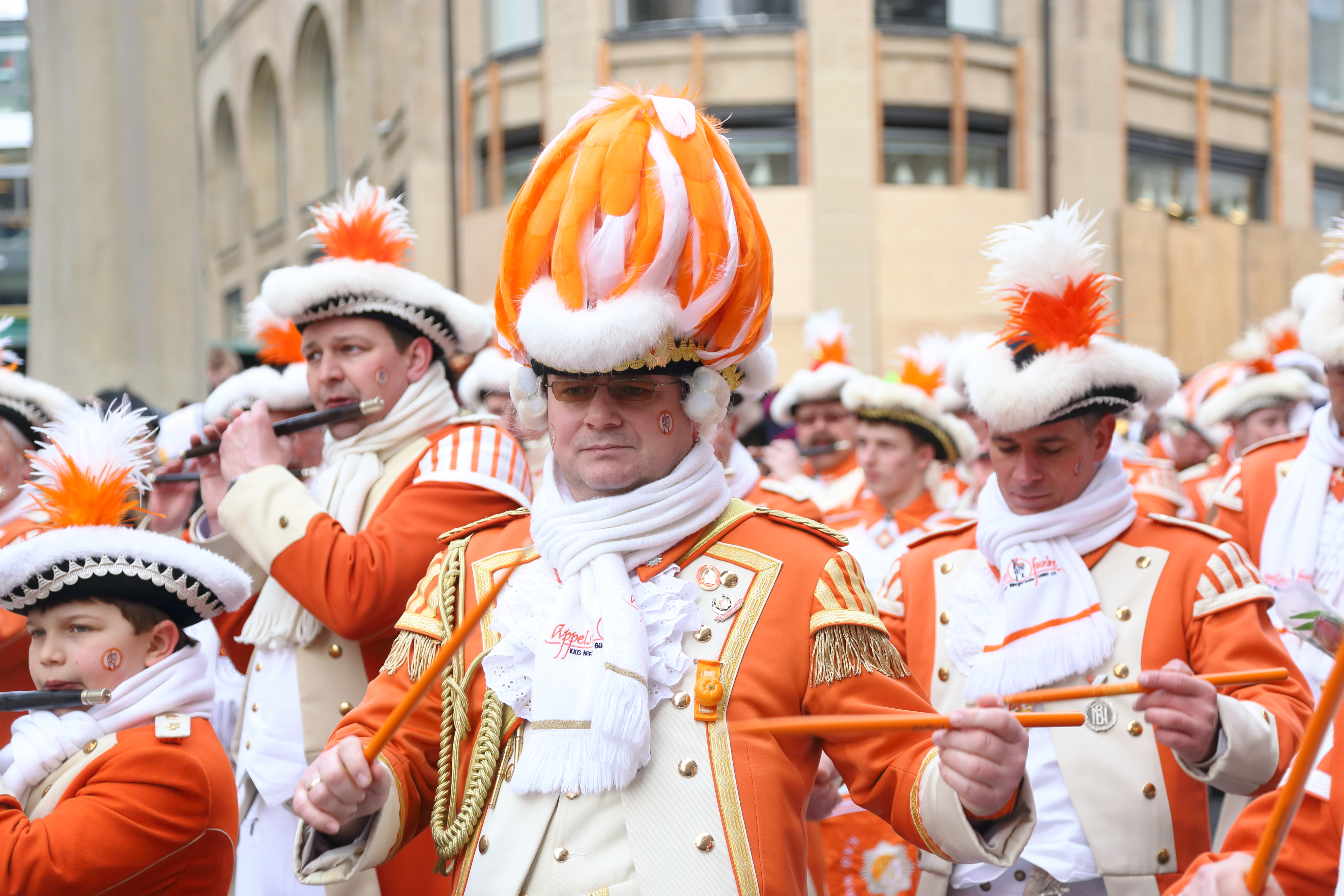
Rosenmontagszug 2013

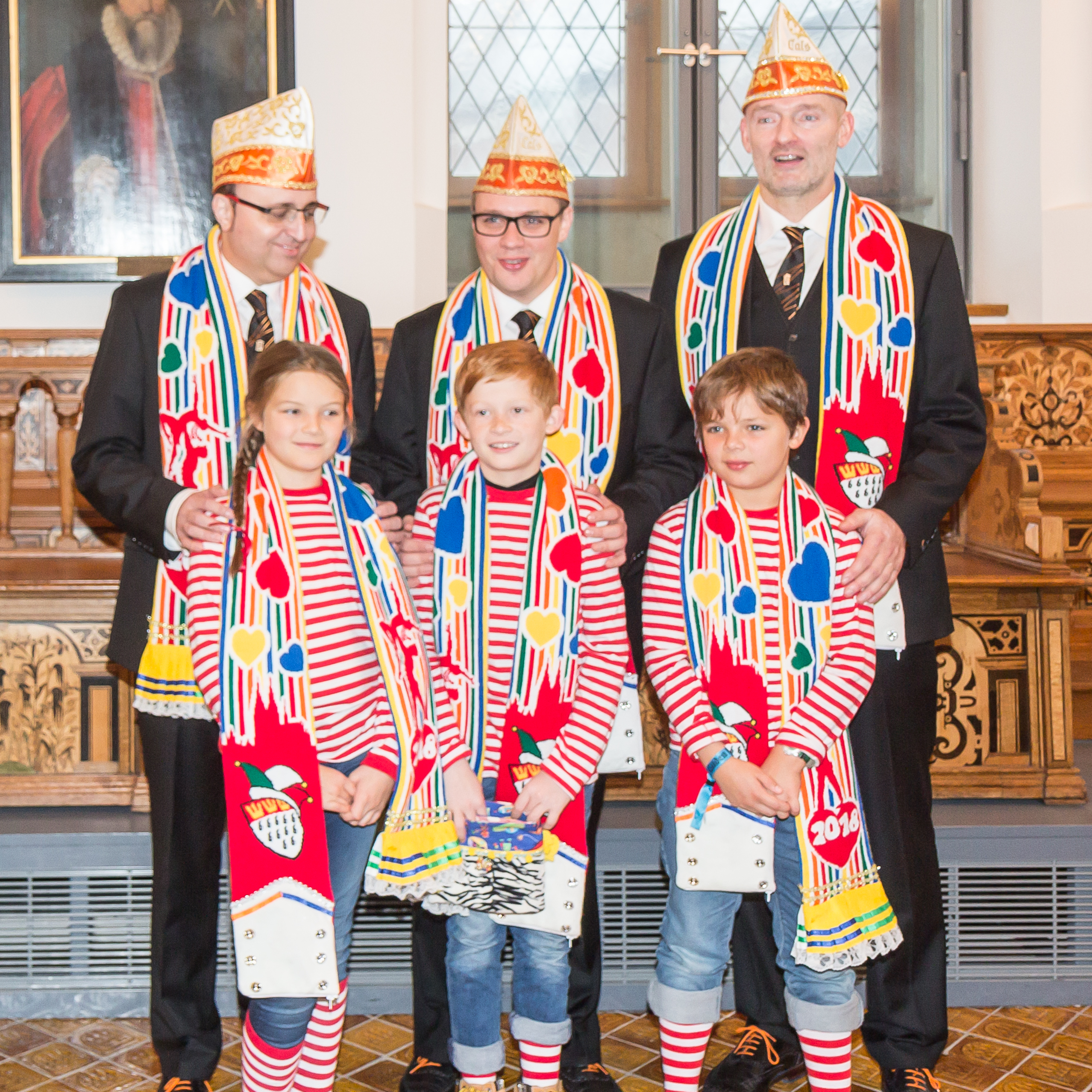
Prinz Michael II. (Mitte) mit Bauer Christoph (r.) und Jungfrau Emma (l.). Davor: Das Kinder-Dreigestirn Balthazar, Kai und Marie

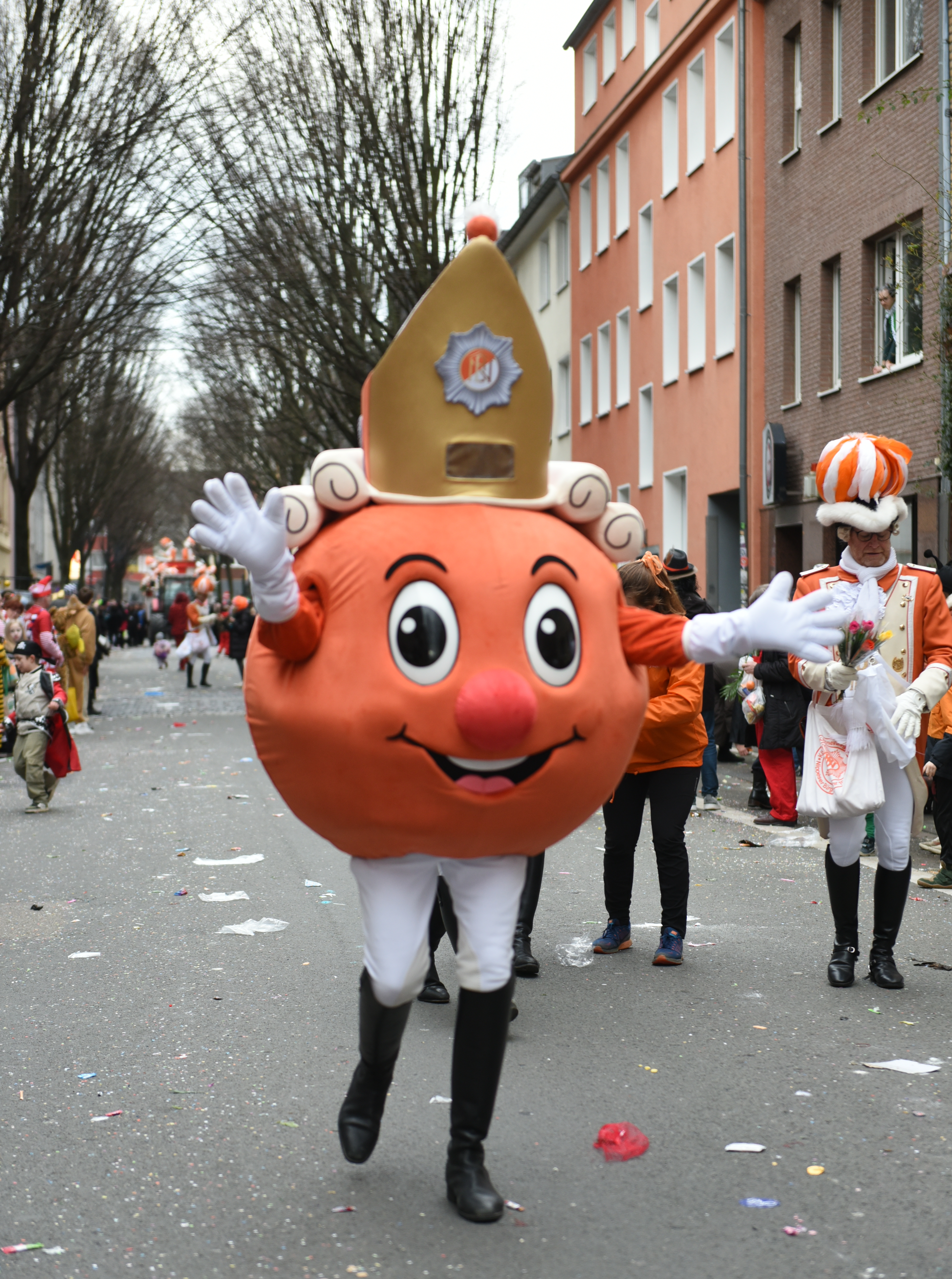
Symbolfigur der „Appelsinefunke“

Die Kölner Karnevalsgesellschaft Nippeser Bürgerwehr 1903 e. V. ist eines der neun Traditionscorps im Kölner Karneval und ordentliches Mitglied im Festkomitee Kölner Karneval sowie Mitglied im Bund Deutscher Karneval. Wegen ihrer orangefarbenen Uniformen werden die Mitglieder der Nippeser Bürgerwehr auch „Appelsinefunke“ genannt.

## Geschichte
Die Nippeser Bürgerwehr ist eine Karnevalsgesellschaft in Köln-Nippes, das 1888 nach Cöln eingemeindet worden war. In Nippes gab es zu dieser Zeit verschiedene Bestrebungen, den Karneval zu zelebrieren, jedoch ohne eine Gesellschaft oder einen Verein zu gründen. Erst 1903 entstand aus einem Männergesangsverein die K.G. Nippes Riehl, die kurz darauf in Große Nippeser KG umbenannt wurde. Nach dem Ersten Weltkrieg formierte sich die KG neu und in Anlehnung der in den Jahren 1799 bis 1815 aus der Landbevölkerung und der Bürgerschaft gestellten Ordnungstruppen „Garde munizipal de la Ville de Cologne“ wurde die KG 1928 in Große Nippeser KG „Närrische Bürgerwehr“ benannt und schließlich in KKG Nippeser Bürgerwehr 1903 e. V. umbenannt.
Seit 1914 veranstaltet und organisiert die Nippeser Bürgerwehr Karnevalsumzüge durch Nippes, erst am Rosenmontag und seit 1926 am Karnevalsdienstag. Seit 1937 ist die Nippeser Bürgerwehr Teilnehmer am Kölner Rosenmontagszug. Nach dem Zweiten Weltkrieg veranstaltete die Nippeser Bürgerwehr seit 1950 wieder einen Dienstagszug, und seit 1952 geht die Gesellschaft auch wieder im Kölner Rosenmontagszug mit.
Viermal stellte die Nippeser Bürgerwehr das Dreigestirn, im Jahre 1978 mit Heinz Landen als Prinz, Hans Mirbach als Bauer und Heinz-Josef Jungverdorben als Jungfrau, 1993 mit Wicky Junggeburth als Prinz, der in dieser Session gemeinsam mit Dieter Steudter von Die 3 Colonias den Karnevalsschlager „Eimol Prinz zo sin“ komponierte, Karl Petry als Bauer und Arthur Tybussek als Jungfrau sowie im Jahr 2003 mit Dietmar Broicher als Prinz, Manfred Bergfelder als Bauer und Markus Beckers als Jungfrau. Auch in der Session 2017/2018 kommt das Dreigestirn mit Michael Gerhold als Prinz, Christoph Stock als Bauer und Erich Ströbel als Jungfrau aus den Reihen der Nippeser Bürgerwehr.
Als letztes der neun Traditionskorps wurde die Nippeser Bürgerwehr am 23. Februar 2001 vom Festkomiteepräsidenten zum Traditionskorps ernannt.
Seit 1960 eröffnet die Nippeser Bürgerwehr, auf dem Wilhelmplatz in Nippes, an Weiberfastnacht den Straßenkarneval bereits um 9:11 Uhr, zwei Stunden vor dem Festkomitee auf dem Alter Markt.

## Die Korpsteile
Mit Satzungsänderung vom 18. Mai 2009 untergliedert sich die Nippeser Bürgerwehr heute in fünf Korpsteile, das aktive Tanzkorps (die Wache), das Reservekorps und das 2009 gegründete Reiterkorps sowie die fördernden Gremien wie den Senat und das Corps à la suite.

### Die Wache (das aktive Tanzkorps)
Das Aushängeschild der Nippeser Bürgerwehr ist die Wache (das Tanzkorps). Bereits 1929 gab es bei der Nippeser Bürgerwehr mit Carolie Trimborn ein Mariechen, zunächst gab es aber noch keine tanzenden Soldaten. Dem Mariechen wurde 1931 ein Tanzoffizier zur Seite gestellt. Erst in der Session 1937 gab es den ersten echten Mariechentanz. Das Wache-Tanzkorps zählte zu diesem Zeitpunkt sechs Mitglieder. Nach dem Zweiten Weltkrieg begann die Nippeser Bürgerwehr 1950 wieder mit Auftritten bei Karnevalssitzungen.
Heute zählt die Wache annähernd 100 Mitglieder und wird vom Kommandanten Mario Moersch geführt.

### Das Reservekorps
Die Mitglieder des Reservekorps haben nicht die Verpflichtungen wie die aktiven Mitglieder und nehmen in lockerer Form am Gesellschaftsleben der Nippeser Bürgerwehr teil. Die Mitglieder des Reservekorps haben alle Grundrechte, die auch die Mitglieder der anderen Gremien genießen. An ihrer Spitze steht der Reservekorpsführer.

### Das Reiterkorps
In der Session 2006 nahm erstmals eine privat organisierte Reiterstaffel der Nippeser Bürgerwehr an einem Dienstagszug teil. Am 18. Mai 2009 wurde von der Generalversammlung das Reiterkorps als offizielles Gremium in die Satzung aufgenommen. Das Reiterkorps nimmt auch am Rosenmontagszug teil. Im Reiterkorps können auch Frauen als sogenannte „Amazonen“ Mitglied werden.

### Der Senat
Der Senat der Nippeser Bürgerwehr, in heutiger Form, wurde 1968 gegründet. Bereits 1929 und 1951 wurden Personen benannt, die den Titel Senatspräsident führten, doch sind in der Geschichte der Nippeser Bürgerwehr, in den frühen Jahren, keine aktiven Senatoren bekannt. Der Senat ist das finanzielle Rückgrat des Vereins und trägt wesentlich zur Förderung und zur Erfüllung der satzungsgemäßen Zwecke und des Gesellschaftslebens des Vereins bei. Ziel ist die finanzielle und ideelle Unterstützung des aktiven Korps. Zu Senatoren können aktive Mitglieder, Reservekorpsmitglieder sowie Freunde und Gönner ernannt werden. Senatspräsident ist Alexander Gewehr (Stand 2016).

### Corps à la suite
Auf Initiative von Bert Pulheim wurde 1985 zunächst ein „Reserveoffizierskorps“ gegründet. Zwei Jahre später wurde dann aus dem Reserveoffizierskorps das offizielle Corps à la suite. Das Corps à la suite versteht sich als Unterstützer des Kölner Brauchtums und des Rosenmontagszuges. Das Corps à la suite besteht aus 120 Mitgliedern, Chef des Corps à la suite ist Christoph Stock.

## Auszeichnungen
- 2001 Ernennung zum Traditionscorps Kölner Karneval
- 2023 Lehrer-Welsch-Preis[12] für das Engagement um die Kölsche Sprache und das Brauchtum